# Héricourt (Pas-de-Calais)
Héricourt település Franciaországban, Pas-de-Calais megyében. Lakosainak száma 79 fő (2022. január 1.). Héricourt Croisette, Blangerval-Blangermont, Flers és Guinecourt községekkel határos.

## Népesség
A település népességének változása:
| Lakosok száma | 104  | 98   | 99   | 95   | 91   | 87   | 83   | 81   | 79   |
|               | 2013 | 2015 | 2016 | 2017 | 2018 | 2019 | 2020 | 2021 | 2022 |